# Shelina Zadorsky
Shelina Zadorsky (London, 24 ottobre 1992) è una calciatrice canadese, difensore del West Ham e della nazionale canadese.
Con la maglia della sua nazionale ha conquistato la medaglia d'oro all'Olimpiade di Tokyo 2020 e un bronzo a quella di Rio de Janeiro 2016.

## Carriera

### Club

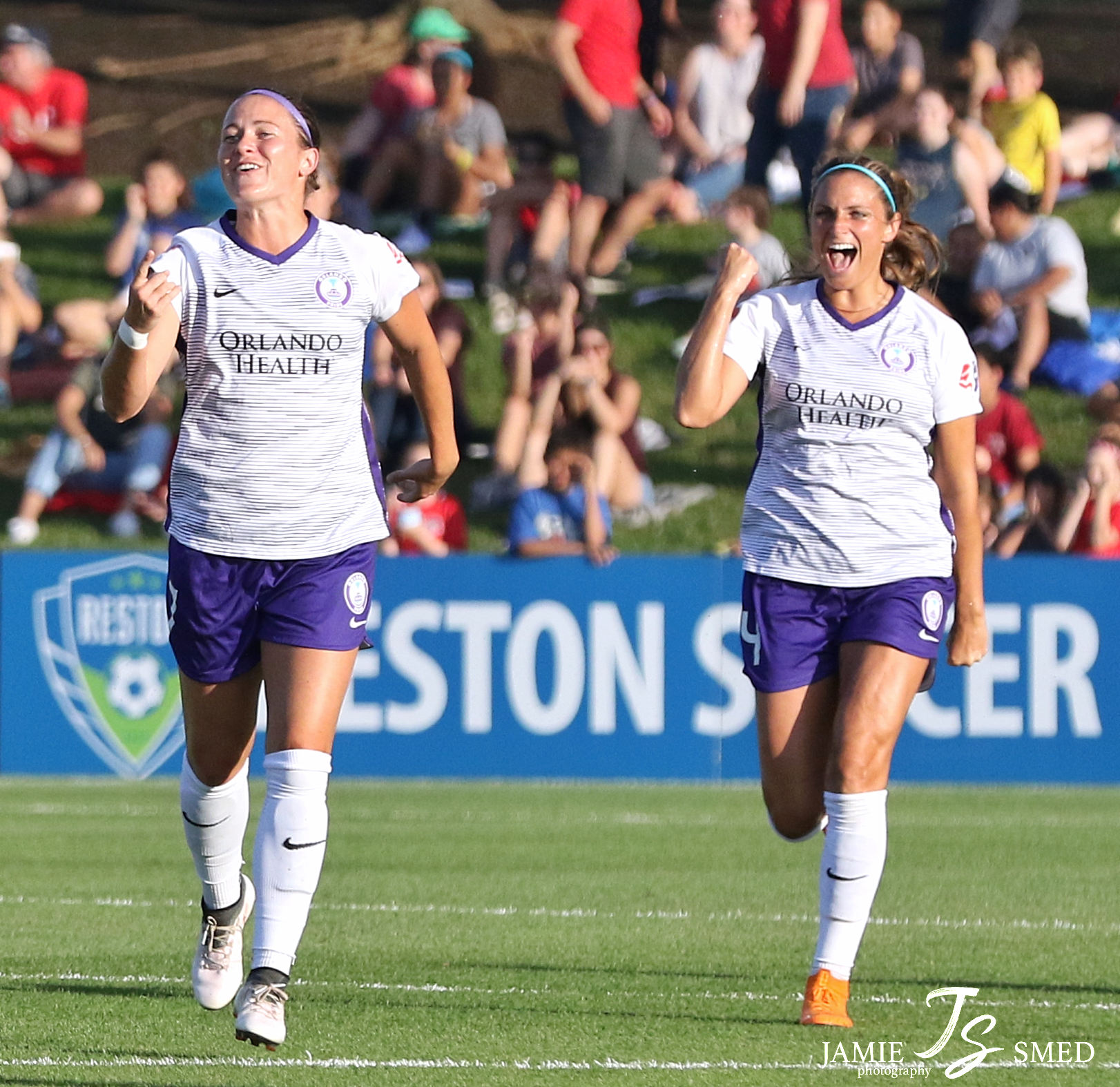
Shelina Zadorsky, a destra, con la maglia dell'Orlando Pride festeggia con Christine Nairn dopo una rete nella partita contro il Washington Spirit nel giugno 2018.

Shelina Zadorsky è cresciuta tra London e Kitchener nella provincia canadese dell'Ontario. Iniziò a giocare a calcio nel Kitchener SC. Nel 2010 si iscrisse all'Università del Michigan, entrando a far parte del Michigan Wolverines, la squadra di calcio femminile dell'università. Col Michigan Wolverines ebbe modo di giocare nel campionato collegiale NCAA statunitense, raggiungendo i quarti di finale nella stagione 2013. In particolare, nel corso della stagione 2011 si mise in mostra dopo che ben sette elementi della squadra erano assenti per infortunio, guadagnando così la maglia da titolare, che tenne anche nelle due stagioni successive, arrivando a vestire la fascia di capitano nella stagione 2013.
Nello stesso 2013 giocò per l'Ottawa Fury, facendo il suo esordio nella USL W-League, torneo concluso dell'Ottawa Fury con un secondo posto nella Central Conference. L'anno dopo Zadorsky tornò a giocare per il Fury, che vinse la Central Conference e concluse la USL W-League al terzo posto. Dopo aver preso la laurea, Zadorsky si trasferì in Australia, firmando un contratto col Perth Glory. Col Glory giocò nella W-League, la massima serie del campionato australiano, concludendo al secondo posto la stagione 2014 dopo aver perso in finale contro il Canberra United e nonostante il Glory avesse concluso la stagione regolare al primo posto in classifica.
Nel marzo 2015 si trasferì in Svezia al Vittsjö GIK, col quale giocò quasi tutte le partite della stagione 2015 di Damallsvenskan, la massima serie del campionato svedese, conclusa dal Vittsjö GIK al nono posto. Concluso il campionato svedese, Zadorsky tornò in America, firmando un contratto col Washington Spirit, partecipante alla NWSL, la massima divisione del campionato statunitense. La stagione 2016 vide lo Spirit classificarsi al secondo posto in classifica nella stagione regolare e perdere la finale per il titolo contro il Western NY Flash. Al termine della stagione Zadorsky venne eletta come migliore nuova arrivata della stagione dello Spirit. Nella stagione 2017, che vide il Washington Spirit chiudere all'ultimo posto in classifica, Zadorsky giocò con la fascia di capitano.
Per la stagione 2018 Zadorsky si trasferì all'Orlando Pride in un'operazione di mercato che portò al Washington Spirit il portiere Aubrey Bledsoe e la prima scelta dell'Orlando Pride al draft del 2019. Nella stagione 2019 Shelina Zadorsky, assieme ad Alex Morgan e Ashlyn Harris, venne assegnata come federation player, di conseguenza il suo stipendio veniva pagato direttamente dalla federazione calcistica canadese. Nel corso del campionato 2019 segnò la sua prima rete in NWSL in occasione del pareggio per 1-1 contro lo Sky Blue. La stagione 2020 di NWSL fu pesantemente influenzata dallo scoppio della pandemia di COVID-19, che costrinse al rinvio della stagione e a un cambio di formato; l'Orlando Pride rinunciò alla partecipazione a una versione ridotta del campionato a causa di una serie di contagi che colpì staff e calciatrici.
Con il ritiro dell'Orlando Pride dall'edizione 2020 di NWSL Zadorsky tornò in Europa, trasferendosi in prestito al Tottenham, assieme alla compagna di squadra Alanna Kennedy. Col Tottenham giocò quasi tutte le partite della stagione 2020-2021 della Super League inglese, dopo che nel gennaio 2021 il prestito venne convertito in trasferimento definitivo alla società londinese. Dopo 56 presenze e una rete, nel gennaio 2024 il Tottenham gira Zadorsky in prestito al West Ham per l'ultima parte della stagione. In estate la calciatrice risulta svincolata, e il 19 agosto 2024 viene ufficialmente ingaggiata a parametro zero dal West Ham, con cui firma un contratto annuale. Sceglie di indossare la maglia numero 14.

### Nazionale

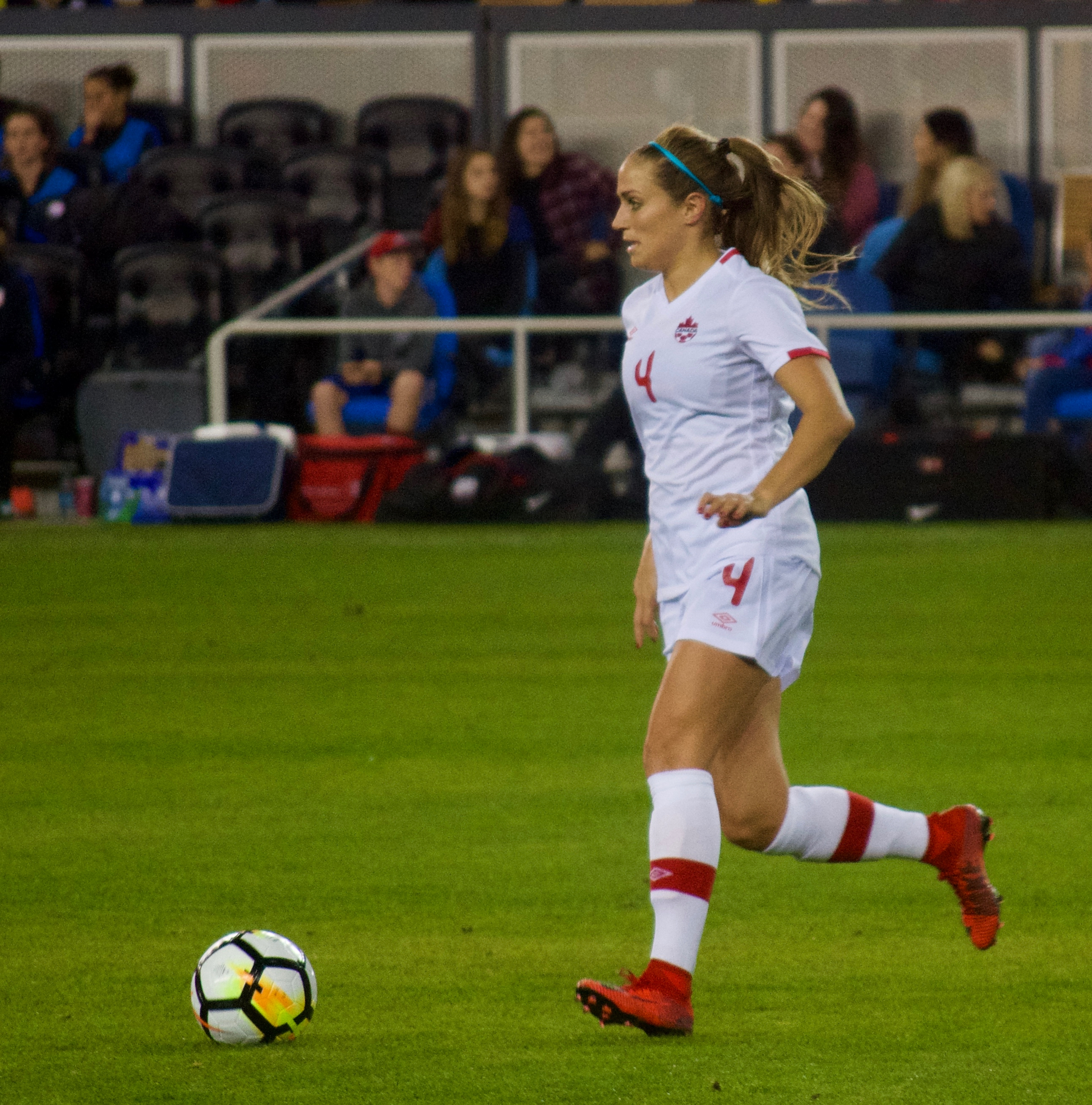
Shelina Zadorsky in azione con la maglia della nazionale canadese contro gli in un'amichevole nel novembre 2017.

Shelina Zadorsky ha fatto parte delle selezioni giovanili del Canada, giocando nove partite con la selezione Under-17 e dieci con la selezione Under-20. Venne convocata per la prima volta in una selezione giovanile della nazionale canadese nel 2007, quando aveva ancora 14 anni, in occasione di uno stage per calciatrici under-17. Nel 2008 fece parte della selezione canadese Under-17 che prese parte al campionato nordamericano di categoria, organizzato a Trinidad e Tobago e concluso dal Canada al terzo posto. Nel 2008 venne inserita della rosa della nazionale canadese Under-17 che partecipò al campionato mondiale di categoria, nel quale il Canada venne eliminato ai quarti di finale.
Nel 2012 iniziò ad essere convocata nella selezione Under-20, partecipando col ruolo di capitano al campionato nordamericano di categoria, organizzato a Panama e concluso dal Canada al secondo posto. Nell'agosto 2012 Zadorsky venne convocata dal selezionatore Andrew Olivieri per la partecipazione al campionato mondiale Under-20. Il Canada non riuscì a superare la fase a gironi, ma Zadorsky, anche in questa manifestazione con la fascia da capitano, realizzò la sua prima e unica rete con la nazionale under-20 nella vittoria per 6-0 sull'Argentina.
Zadorsky fece il suo debutto nella nazionale maggiore del Canada il 14 gennaio 2013 in occasione dell'edizione 2013 del torneo delle quattro nazioni, organizzato in Cina, scendendo in campo nella partita persa per 3-1 contro la Corea del Sud. Nel luglio 2015 disputò il torneo femminile di calcio ai XVII Giochi panamericani, segnando una doppietta nella vittoria per 5-2 contro l'Ecuador.
All'inizio del 2016 Zadorsky vinse il suo primo trofeo con la maglia della nazionale canadese, che conquistò l'Algarve Cup 2016 battendo in finale il Brasile per 2-1, grazie anche a una rete di Zadorsky che aprì le marcature nel secondo tempo. Qualche mese dopo venne convocata dal selezionatore Herdman per la partecipazione al torneo femminile di calcio ai Giochi della XXXI Olimpiade a Rio de Janeiro. Il torneo vide le canadesi vincere la medaglia di bronzo olimpica, dopo aver sconfitto nella finale per il terzo posto il Brasile.
Nel 2018 venne convocata dal selezionatore Kenneth Heiner-Møller per la CONCACAF Women's Championship, che vide il Canada perdere la finale contro gli Stati Uniti, ma conquistare comunque l'accesso alla fase finale dal campionato mondiale. Nel 2019 arrivò anche la convocazione nella rosa del Canada che prese parte al campionato mondiale 2019, disputatosi in Francia.
Il 23 giugno 2021 arrivò anche la convocazione nella rosa della nazionale che ha partecipato al torneo femminile dei Giochi della XXXII Olimpiade. Il torneo vide il Canada raggiungere la finale per la prima volta, superando in finale la Svezia dopo i tiri di rigore, vincendo così per la prima volta la medaglia d'oro olimpica.

## Statistiche

### Presenze e reti nei club
Statistiche aggiornate al 29 novembre 2024.
| Stagione                 | Squadra                  | Campionato               | Campionato | Campionato | Coppe nazionali | Coppe nazionali | Coppe nazionali | Coppe internazionali | Coppe internazionali | Coppe internazionali | Altre coppe | Altre coppe | Altre coppe | Totale | Totale |
| Stagione                 | Squadra                  | Comp                     | Pres       | Reti       | Comp            | Pres            | Reti            | Comp                 | Pres                 | Reti                 | Comp        | Pres        | Reti        | Pres   | Reti   |
| ------------------------ | ------------------------ | ------------------------ | ---------- | ---------- | --------------- | --------------- | --------------- | -------------------- | -------------------- | -------------------- | ----------- | ----------- | ----------- | ------ | ------ |
| 2014                     | Perth Glory              | WL                       | 14         | 1          | -               | -               | -               | -                    | -                    | -                    | -           | -           | -           | 14     | 1      |
| 2015                     | Vittsjö GIK              | DS                       | 18         | 0          | CS              | 1               | 0               | -                    | -                    | -                    | -           | -           | -           | 19     | 0      |
| 2016                     | Washington Spirit        | NWSL                     | 11+2       | 0          | -               | -               | -               | -                    | -                    | -                    | -           | -           | -           | 13     | 0      |
| 2017                     | Washington Spirit        | NWSL                     | 21         | 0          | -               | -               | -               | -                    | -                    | -                    | -           | -           | -           | 21     | 0      |
| Totale Washington Spirit | Totale Washington Spirit | Totale Washington Spirit | 34         | 0          | -               | -               | -               | -                    | -                    | -                    | -           | -           | -           | 34     | 0      |
| 2018                     | Orlando Pride            | NWSL                     | 23         | 0          | -               | -               | -               | -                    | -                    | -                    | -           | -           | -           | 23     | 0      |
| 2019                     | Orlando Pride            | NWSL                     | 16         | 1          | -               | -               | -               | -                    | -                    | -                    | -           | -           | -           | 16     | 1      |
| Totale Orlando Pride     | Totale Orlando Pride     | Totale Orlando Pride     | 39         | 1          | -               | -               | -               | -                    | -                    | -                    | -           | -           | -           | 39     | 1      |
| 2020-2021                | Tottenham                | WSL                      | 20         | 0          | CI              | 2               | 0               | -                    | -                    | -                    | CL          | 3           | 1           | 25     | 1      |
| 2021-2022                | Tottenham                | WSL                      | 21         | 1          | CI              | 1               | 0               | -                    | -                    | -                    | CL          | 5           | 0           | 27     | 1      |
| 2022-2023                | Tottenham                | WSL                      | 13         | 0          | CI              | 1               | 0               | -                    | -                    | -                    | CL          | 2           | 0           | 16     | 0      |
| 2023-gen. 2024           | Tottenham                | WSL                      | 2          | 0          | CI              | 0               | 0               | -                    | -                    | -                    | CL          | 3           | 0           | 5      | 0      |
| Totale Tottenham         | Totale Tottenham         | Totale Tottenham         | 56         | 1          | -               | 4               | 0               | -                    | -                    | -                    | -           | 13          | 1           | 73     | 2      |
| gen. 2024-giu. 2024      | West Ham                 | WSL                      | 9          | 0          | CI              | 1               | 0               | -                    | -                    | -                    | CL          | 0           | 0           | 10     | 0      |
| 2024-2025                | West Ham                 | WSL                      | 8          | 0          | CI              | 1               | 0               | -                    | -                    | -                    | CL          | -           | -           | 9      | 0      |
| Totale carriera          | Totale carriera          | Totale carriera          | 178        | 3          | -               | 7               | 0               | -                    | -                    | -                    | -           | 13          | 1           | 198    | 4      |

## Palmarès

### Nazionale
- Algarve Cup: 1

2016
- Bronzo olimpico: 1

Rio de Janeiro 2016
- Oro olimpico: 1

Tokyo 2020